# Молодые филадельфийцы
Молодые филадельфийцы (англ. The Young Philadelphians) — американский драматический фильм 1959 года с участием Пола Ньюмана, Барбары Раш, Алексис Смит и Роберта Вона. Постановка Винсента Шермана по роману Ричарда Пауэлла «Филадельфиец». Роберт Вон был номинирован на премию Оскар за лучшую мужскую роль второго плана.

## Сюжет
Новобрачная Кейт Джадсон Лоуренс (Дайан Брюстер) в растерянности, поскольку её брак с влиятельным представителем филадельфийской элиты Уильямом Лоуренсом III (Адам Уэст) расторгается по неизвестным причинам. После того как Лоуренс оставляет Кейт ночью, женщина ищет утешения у своего старого знакомого Майка Фланагана (Брайан Кит). На следующий день Кейт узнаёт, что Уильям погиб в автокатастрофе. Через девять месяцев она родила сына, Энтони Джадсона «Тони» Лоуренса. В роддоме, мать погибшего сына Уильяма, миссис Дьюитт Лоуренс, предлагает Кейт отказаться от их фамилии за любую сумму, но в разумных пределах. Так как она предполагает, что данный ребёнок (её внук) не от её сына. Но Кейт отказывается от данного предложения, так как считает, что столь знатная фамилия как Лоуренс, даст путёвку в жизнь её сыну. Тут миссис Дьюитт Лоуренс понимает, что Кейт не так проста, как она думала и поэтому угрожает тем, что денег невестка не увидит. Та в свою очередь заверила миссис Дьюитт Лоуренс, что ни она, ни её сын, ни сейчас, ни в будущем, не будут претендовать на деньги этой семьи, но фамилию себе и сыну она сохранит всё равно. Воспитывая и поднимая Энтони Джадсона «Тони» Лоуренса в одиночку, Кейт всегда пристально следила за своим сыном, качеством его воспитания, манер и конечно за его образованием.
Проходят годы. Тони (Пол Ньюман), умный, амбициозный студент, работает на стройке и мечтает стать адвокатом. Некоторые его коллеги по работе, высмеивают Тони за его образованность, однако начальник в диалоге с ним, наоборот похвалил его мать за такое усердие. Однажды Тони встречает светскую львицу Джоан Дикинсон (Барбара Раш), попавшую в небольшую автомобильную аварию, там же рядом со стройкой. Вскоре они случайно встречются вновь и позже влюбляются друг в друга, хотя все ожидают, что Джоан, как дама из высшего общества, выйдет замуж за миллионера Картера Генри (Энтони Эйсли). Их общий друг, Честер «Чет» Гвинн (Роберт Вон), предостерегает девушку от совершения необдуманных поступков.
Тони уговаривает Джоан сбежать с ним и пожениться. Тем не менее, отец Джоан, Гилберт Дикинсон (Джон Уильямс), убеждает Тони отложить свадьбу, предлагая ему помощь в продвижении карьеры и работу в юридической фирме. Полагая, что Тони позволил себя купить, разочарованная Джоана уезжает в Европу. Картер следует за ней, и вскоре они женятся. Подавленный и злой, Тони понимает, что Дикинсон хотел женить свою дочь на человеке из состоятельной семьи, а предложил Тони помочь в карьере лишь для того, чтобы разлучить их. Он с головой окунается в работу, желая подняться вверх по социальной лестнице и обучиться правилам игры богатых людей.
Бывший однокурсник Тони, Луи Донетти (Пол Пичерни), поделился с ним, что ему предоставляется прекрасная возможность стать соавтором Джона Маршалла Уортона (Отто Крюгер) в написании книги по праву. Тони знакомится с молодой женой Уортона, Кэрол (Алексис Смит) и крадёт работу своего однокурсника. Проживая и работая в особняке Уортона, Тони удаётся впечатлить своего работодателя. Кэрол начинает влюбляться в него. В одну из ночей она приходит в его спальню, но Тони хитро отвергает Кэрол, убеждая развестись с мужем и выйти за него замуж. Он уверен, что Кэрол не захочет начинать новую жизнь с самого начала.
Уортон предлагает Тони работу в своей престижной компании. Тони соглашается, решив специализироваться в относительной новой области налогового права, где существует больше возможностей для карьерного роста. С началом Корейской войны карьера Тони прерывается, его назначают военным юристом. Другим повезло меньше: Чет в бою лишился руки, Картер Генри был убит.
После возвращения домой удача улыбается Тони. Вынужденный работать на Рождество, он оказывает финансовую консультацию миссис Джей Артур Аллен (Билли Берк), женщине весьма обеспеченной. С помощью своего опыта и знаний, Тони объяснил как избежать уплаты значительной части налогов. Впечатлённая миссис Аллен назначает Тони своим финансовым консультантом. Он пытается разобраться в отношениях с Джоан. Вскоре Тони становится известным и уважаемым членом элиты Филадельфии.
Однажды ночью Чет ввязывается в неприятности. Тони отправляется в полицейский участок, чтобы вызволить друга. Прямо перед уходом Чету было предъявлено обвинение в убийстве своего дяди Мортона Стирнеса (Роберт Дуглас). Он настаивает в своей невиновности и просит Тони защищать его в суде, считая, что его родственников во главе с доктором Шиппеном Стирнесом (Фрэнк Конрой), больше интересует репутация семейства, нежели невиновность Чета. Ситуация осложняется тем, что Шиппен угрожает раскрыть тайну того, что настоящим отцом Тони является Майк Фланаган, если его расследование каким-то образом навредит семье Стирнес. Когда Джоан предлагает Чету нанять более опытного адвоката, Тони понимает, что она всё ещё не доверяет ему.
В ходе судебного разбирательства Тони ставит под сомнение показания дворецкого Мортона, Джорджа Арчибальда (Ричард Дикон) и получает признание Шиппена, что из-за опухоли головного мозга покойный был морально подавлен и мог покончить жизнь самоубийством. Жюри присяжных признаёт Чета невиновным. После суда, Тони и Джоан помирились.

## В ролях
- Пол Ньюман — Энтони «Тони» Джадсон Лоуренс
- Барбара Раш — Джоан Дикинсон
- Алексис Смит — Кэрол Уортон
- Брайан Кит — Майк Фланаган
- Дайан Брюстер — Кейт Джадсон Лоуренс
- Билли Берк — Джей Артур Аллен
- Джон Уильямс — Гилберт Дикинсон
- Роберт Вон — Честер «Чет» Гвинн
- Отто Крюгер — Джон Маршалл Уортон
- Пол Пичерни — Луи Донетти
- Роберт Дуглас — Мортон Стирнес
- Фрэнк Конрой — Д-р Шиппен Стирнес
- Адам Уэст — Уильям Лоуренс III
- Энтони Эйсли — Картер Генри
- Ричард Дикон — Джордж Арчибальд
- Изобел Элсом — миссис Дьюитт Лоуренс (в титрах не указана)